# نیروی دریایی ایالات مؤتلفه
نیروی دریایی ایالات مؤتلفه (انگلیسی: Confederate States Navy) نیروی دریایی کنفدراسیون یا ایالات مؤتلفه، شاخه نظامی از ارتش و نیروهای مسلح متحده کنفدراسیون می‌باشد که توسط اقدام کنگره کنفدراسیون در تاریخ ۲۱ فوریه ۱۸۶۱ ایجاد گردید. از عمده اهداف تأسیس این نهاد نظامی دریایی، مسئولیت و رهبری عملیات دریایی ایالات موتلفه در طول جنگ داخلی آمریکا و علیه نیروی دریایی ایالات متحده بود. این نیروی دریایی وظایف دیگری را هم عهده‌دار بود که از مهمترین آنها می‌توان به حفاظت از تمامی بنادر جنوبی به همراه سواحل از تهاجم و حمله به کشتی‌های تجاری ایالات متحده در سراسر جهان را برشمرد

## نگارخانه

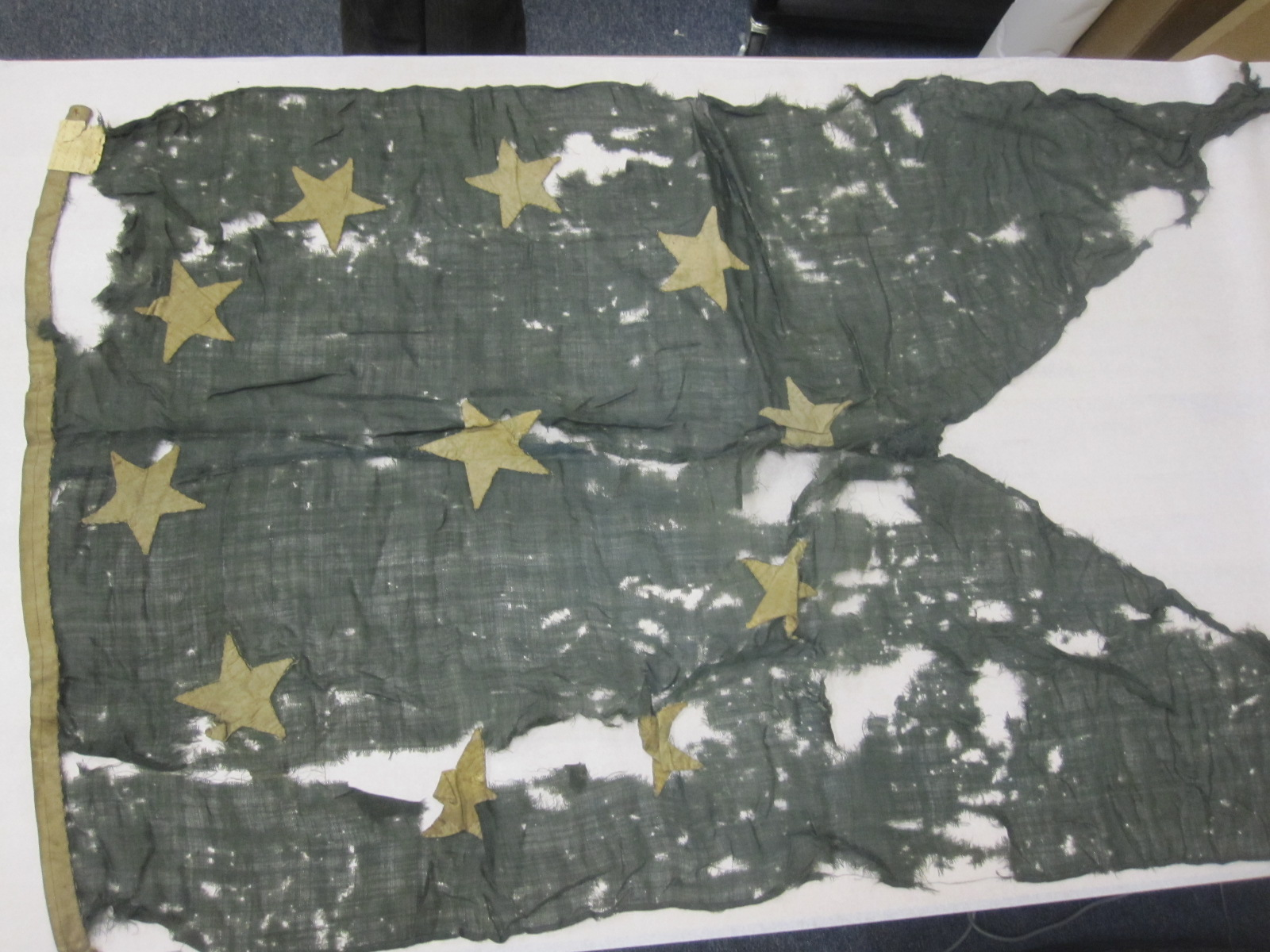
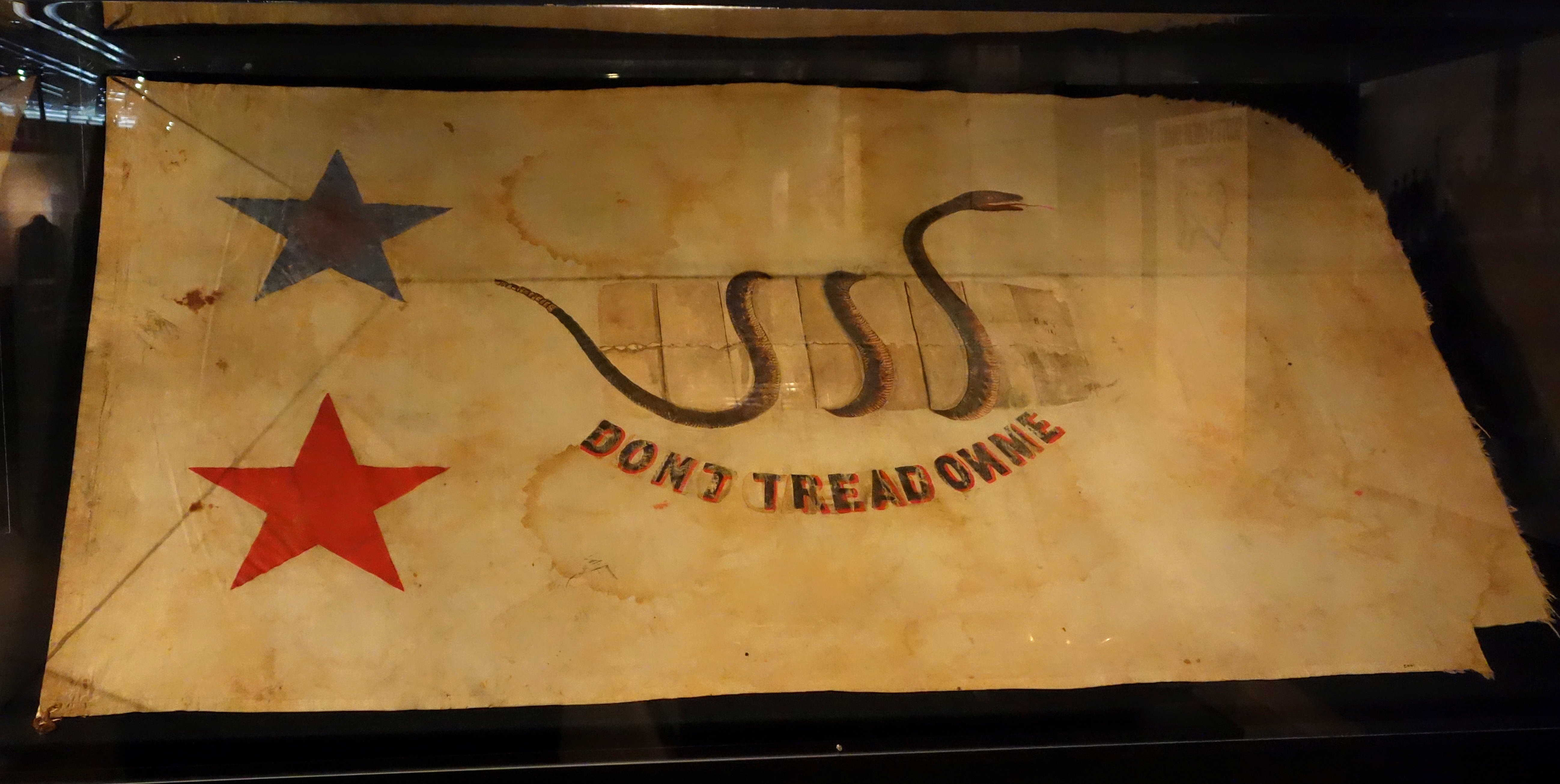
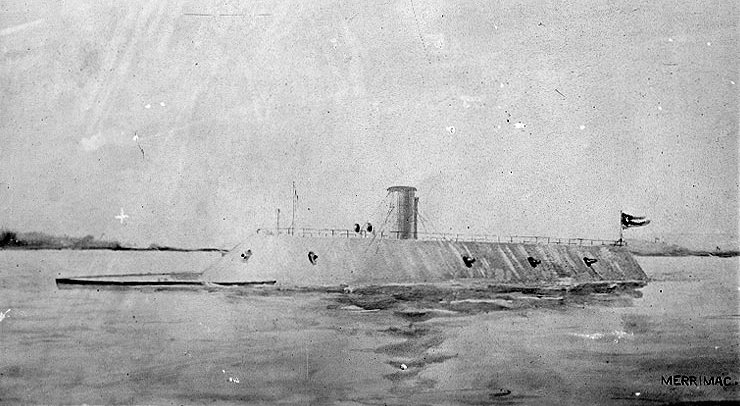
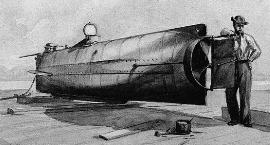